# 勝村法彦
勝村 法彦（かつむら のりひこ、1956年11月19日 - ）は、京都府宇治市出身の元アマチュア野球選手（外野手）、野球指導者。

## 来歴・人物
平安高等学校を経て、京都産業大学に入学し、外野手としてプレーした。
大学卒業後に、社会人野球の丸勝のチームでプレーした。
1988年から丸勝の監督を務め、2000年から母校の京都産業大学のコーチに就任した。2001年9月から2021年秋まで監督を務め、9回のリーグ優勝と5回の全国大会の出場を果たした。教え子に平野佳寿、光原逸裕、岩橋慶侍、北山亘基らがいる。後任監督には教え子だった光原が就任した。